# David Watts (chanson)
Pour les articles homonymes, voir David Watts.
Singles de The Kinks
Death of a Clown
(1967) Susannah's Still Alive
(1967)
Pistes de Something Else by the Kinks
Autumn Almanac
David Watts est une chanson écrite par Ray Davies, apparaissant sur l'album des Kinks, Something Else by the Kinks. Il s'agit également de la face B du single Autumn Almanac. Cette chanson fut incluse dans plusieurs compilations, par exemple The Kink Kronikles (1972).
La chanson fut plus tard reprise par The Jam, publiée le 26 août 1978 comme le premier single de leur troisième album studio, All Mod Cons. La version des Jam - ayant atteint la 25e position dans les UK Singles Chart, avec le bassiste Bruce Foxton en tant que chanteur - fut couplée en « double face A » avec 'A' Bomb in Wardour Street, extraite aussi de All Mod Cons.